# Europejskie Igrzyska Halowe w Lekkoatletyce 1966 – pchnięcie kulą kobiet
Pchnięcie kulą kobiet – jedna z konkurencji technicznych rozgrywanych podczas lekkoatletycznych europejskich igrzysk halowych w hali Westfalenhalle w Dortmundzie. Kwalifikacje i finał (jak zresztą całe igrzyska) zostały rozegrane 27 marca 1966. Zwyciężyła reprezentantka Niemieckiej Republiki Demokratycznej Margitta Gummel.

## Rezultaty

### Kwalifikacje
W kwalifikacjach wzięło udział 8 miotaczek.
Opracowano na podstawie materiału źródłowego.
| Poz. | Zawodniczka      | Reprezentacja   | #1    | #2    | #3    | Rezultat | Uwagi |
| ---- | ---------------- | --------------- | ----- | ----- | ----- | -------- | ----- |
| 1.   | Irina Press      | ZSRR            | 17,03 | –     | –     | 17,03    | Q     |
| 2.   | Tamara Press     | ZSRR            | 16,85 | 16,35 | 15,94 | 16,85    | Q     |
| 3.   | Margitta Gummel  | NRD             | 16,80 | –     | –     | 16,80    | Q     |
| 4.   | Nadieżda Cziżowa | ZSRR            | 14,94 | 16,62 | x     | 16,62    | Q     |
| 5.   | Judit Bognár     | Węgry           | 14,64 | 15,50 | –     | 15,50    | Q     |
| 6.   | Marlene Klein    | RFN             | 14,97 | 15,33 | 14,75 | 15,33    | Q     |
| 7.   | Mary Peters      | Wielka Brytania | 13,98 | 13,45 | 14,56 | 14,56    |       |
| 8.   | Loes Boling      | Holandia        | 13,17 | 13,76 | 13,71 | 13,76    |       |

### Finał
Opracowano na podstawie materiału źródłowego.
| Poz. | Zawodniczka      | Reprezentacja | Próby | Próby | Próby | Próby | Próby | Próby | Wynik |
| Poz. | Zawodniczka      | Reprezentacja | 1     | 2     | 3     | 4     | 5     | 6     | Wynik |
| ---- | ---------------- | ------------- | ----- | ----- | ----- | ----- | ----- | ----- | ----- |
| 01 ! | Margitta Gummel  | NRD           | 16,66 | 17,16 | 16,92 | x     | x     | 17,30 | 17,30 |
| 02 ! | Tamara Press     | ZSRR          | 16,12 | 16,57 | 17,00 | x     | x     | 15,95 | 17,00 |
| 03 ! | Nadieżda Cziżowa | ZSRR          | 16,86 | 16,95 | 16,48 | x     | 16,46 | 16,82 | 16,95 |
| 4.   | Irina Press      | ZSRR          | 16,15 | x     | x     | 16,06 | 15,52 | 16,38 | 16,38 |
| 5.   | Judit Bognár     | Węgry         | 15,61 | 15,90 | 15,56 | 15,43 | 15,81 | 15,46 | 15,90 |
| 6.   | Marlene Klein    | RFN           | 15,48 | 15,63 | x     | x     | x     | x     | 15,63 |